# Hermann II de Bamberg
Hermann II (mort probablement le 12 juin 1177 à l'abbaye de Pomposa) est évêque de Bamberg de 1170 à sa mort.

## Biographie
Pendant son épiscopat, il suit la ligne de son prédécesseur. En 1174, il a confirmé l'établissement de l'abbaye Saints-Martin-et-Théodore de Bamberg fondé en 1157. Le Vogtei à Feldkirchen, possession de l'évêché, amène l'évêque à rencontrer en 1176 le duc Hermann II de Carinthie.
L'empereur Frédéric Barberousse demande à l'évêque de l'accompagner en Italie en 1177. Il aboutit au traité de Venise le 24 juillet entre l'empereur et le pape Alexandre III. Mais l'évêque Hermann est mort avant. Son corps est enterré d'abord à la Basilique Saint-Marc à Venise puis transféré à Bamberg à l'abbaye Saints-Martin-et-Théodore.

## Source, notes et références
- (de) Cet article est partiellement ou en totalité issu de l’article de Wikipédia en allemand intitulé « Hermann II. (Bamberg) » (voir la liste des auteurs).